# Henri Martre
Henri Martre (Bélesta, 6 febbraio 1928 – Meudon, 3 luglio 2018) è stato un dirigente d'azienda francese laureatosi presso l'Ecole Polytechnique e l'Ecole Nationale Supérieure des Télécommunications e delegato generale per l'armamento dal 1977 al 1983.
È stato Presidente e Amministratore delegato (1983-1992) di Aérospatiale, Vicepresidente del Consiglio di vigilanza di Airbus Industrie (1986-1992), Presidente del gruppo delle Industrie aerospaziali francesi - Gifas - (1990-1993), Presidente della European Association of Aerospace Equipment Manufacturers (AECMA) e Presidente di AFNOR (1993-2002). Ingegnere Generale degli Armamenti Henri Martre è stato direttore di Renault SA, SOGEPA (holding statale EADS) e On-X, membro del consiglio di amministrazione di SOFRADIR, Presidente del Supervisory Board di ESL e Vicepresidente del Supervisory Board di KLM. È  stato membro di vari consigli di stato (Consiglio superiore dell'aviazione mercantile, Consiglio di CEPII) e dell'Advisory Board della Banca di Francia . Durante il suo mandato come Commissario Generale per la Pianificazione nel 1994, è stato il coordinatore del rapporto sull'Intelligence Economica dal titolo "Intelligenza economica e strategia aziendale". Questo rapporto, scritto congiuntamente con Philippe Clerc e Christian Harbulot e comunemente noto come il "Rapporto Martre", è l'atto di fondazione della intelligence economica francese. È stato anche presidente onorario dell'Academy of Economic Intelligence fondata nel 1993. 
Muore all'età di 90 anni, il 3 luglio 2018.

## Il Rapporto Marte
Il Rapporto Martre, pubblicato nel 1994 su La Documentation Française, ha rilevato come le imprese francesi si siano trovate ad operare in un ambiente sempre più complesso e dalle dinamiche imprevedibili che richiedevano la dotazione di sistemi di intelligence economica al fine di accrescere la gestione strategica dell’informazione, le potenzialità economiche e i posti di lavoro. Nel rapporto ribadito il significato dell’intelligence economica, intesa come l’insieme delle azioni coordinate di ricerca, di trattamento, di distribuzione dell’informazione utile agli attori economici, tutte azioni condotte con le garanzie di protezione necessarie alla preservazione del patrimonio di impresa, nelle migliori condizioni di qualità, di termini e di costi. Grazie al lavoro di Harbulot, per la prima volta fa la sua comparsa, in un documento ufficiale, il termine e la definizione di intelligence economica. Il Rapporto esorta lo Stato ad agire in fretta e formula quattro grandi proposte:
- diffusione della pratica nelle imprese; 
- ottimizzazione dei flussi di informazione tra settore pubblico e privato; 
- ideazione di banche dati;
- mobilitazione del mondo dell’istruzione e della formazione. 
È presente, in tutto il Rapporto, la consapevolezza che il problema è innanzitutto politico così come la consapevolezza che ragionare secondo le categorie dell’intelligence economica significa cambiare lo sguardo sull’economia. Esso ufficializza una rappresentazione particolare dei rapporti tra Stati sulla scena internazionale, in cui questi ultimi competono utilizzando ogni colpo lecito: il fine giustifica i mezzi e soprattutto giustifica il ripiegamento delle azioni dei servizi di intelligence verso l’economia.  Pensata in termini di sistemi, di reti di attori, di intenti, di influenza, di coordinamento di centri decisionali, questa visione gioca sulle paure derivanti dall’invisibilità delle minacce. La posizione centrale dello Stato, garante della coesione nazionale, è confermata, così come pure l’accento sull’importanza dell’unità e della coesione nazionale, prendendo ad esempio il Giappone e la Svezia. La Francia potrà controllare il suo avvenire solo collettivamente e pertanto dovrà rimediare all’assenza di interazioni tra il settore pubblico e il settore privato superando la consueta posizione difensiva. L’obiettivo è mobilitare la classe politica sulla posta in gioco del controllo e dell’utilizzo dell’informazione come arma di dominazione. 
Proprio per dare seguito a queste raccomandazioni, Martre promosse nel 1995 la creazione del Comité pour la Compétitivité et la Sécurité Economique (CCSE), con compiti simili a quelli del National Economic Council americano. La costituzione del CCSE ha potenziato notevolmente l’intelligence economica francese. Inoltre, l’intelligence economica francese, oltre che essere caratterizzata da una stretta collaborazione e fiducia fra il pubblico e il privato, ha anche una struttura fortemente centralizzata, che gli permette rapidità di reazione e anche una notevole disinvoltura nell’acquisizione di informazioni riservate.